# Rio Melchior
Rio Melchior är ett vattendrag i Brasilien.   Det ligger i delstaten Brasiliens federala distrikt, i den sydöstra delen av landet, 40 km sydväst om huvudstaden Brasília.
Omgivningen kring Rio Melchior är huvudsakligen savann. Området är tätbefolkat, med 397 invånare per kvadratkilometer.